# Red Ryder
Red Ryder é uma tira de jornal estadunidense do gênero faroeste, criada por Stephen Slesinger [en] e Fred Harman [en]. Harman era um desenhista e arte-finalizador bem conceituado, conhecido pelo seu senso de dramaticidade e perspectiva. As pranchas dominicais com as aventuras do caubói iniciaram-se em 6 de novembro de 1938, com a distribuição da Newspaper Enterprise Association [en] que a levou na década seguinte a ser publicada em 750 jornais e cerca de 14 milhões de leitores. A tira distribuída pela Newspaper Enterprise Association e foi traduzida internacionalmente para 10 línguas diferentes e publicada até 1964. Quatro anos antes, Harman havia criado o caubói Bronc Peeler, no Brasil, ambos os personagens foram publicados como um sendo um só, ora com o nome de Bronco Piler, ora com o nome de Nevada.

## Bronc Peeler
Harman estava em um rancho no Colorado quando ele resolveu desenhar uma tira de quadrinhos. Seu trabalho inicial foi Bronc Peeler, distribuído por ele mesmo. O ruivo Bronc Peeler era um vaqueiro dos tempos modernos que lutava contra bandidos com a ajuda de seu colega Coyote Pete e do pequeno índio navajo Filhote de Castor, também chamado de Pequeno Castor e Castorzinho. Esse personagem continuaria a aparecer nas histórias de Red Ryder. Para as páginas dominicais de variedades, Harman também contribuía com um painel extra sobre o Oeste chamado On the Range.

## Red Ryder
Em 1938 Fred Harman se encontrou com o empresário distribuidor de quadrinhos Stephen Slesinger. Slesinger contratou Harman e o levou para Nova Iorque. Depois de um ano o empresário começou a distribuir as histórias de Red Ryder, acompanhada de uma bem-sucedida campanha promocional com  licenças do personagem para aparecer em Big Little Book, romances, seriados, programas de rádio, feiras, rodeios e também como brinquedo da Daisy, cujo kit de Red Ryder (Red Ryder BB Gun) se tornou o licenciamento contínuo mais longo da industria do gênero. O apelo desse brinquedo para as crianças pode ser medido com o filme natalino A Christmas Story [en] (1983), adaptado de um história autobiográfica de Jean Shepherd [en].

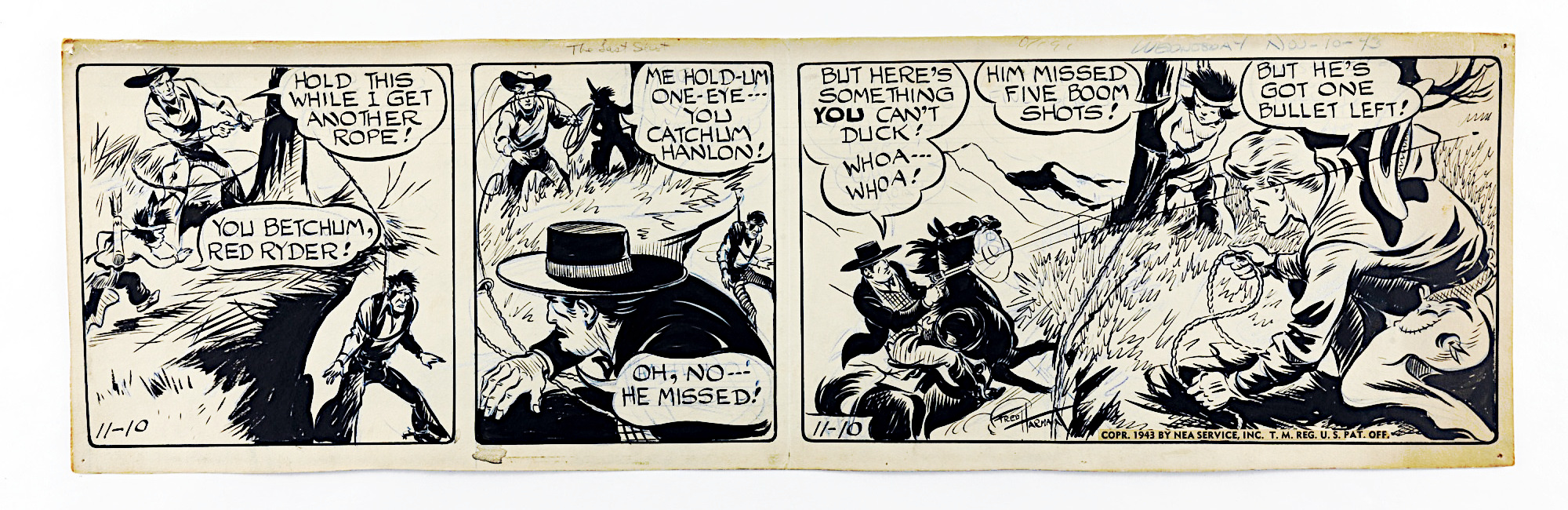
Uma "tirinha" de Red Ryder de 1943.

Cavalgando seu cavalo Thunder, Red era um rude vaqueiro do Oeste Selvagem (por volta de 1890) que trabalhava na fazenda Painted Valley em Blanco Basin [en] situado na Cordilheira de San Juan com sua tia, a Duquesa (Duchess) e seu parceiro, Filhote de Castor (Little Beaver), que tinha também o seu cavalo, Papoose. Outros personagens eram o capataz Buckskin Blodgett, a namorada de Red, Beth, e o bandido Ace Hanlon.
Numerosos artistas trabalharam nas tiras sem serem creditados, incluindo Jim Gary, Edmund Good, John Wade Hampton e Robert MacLeod. Harman, que junto com MacLeod fundou a Cowboy Artists of America, deixou Red Ryder em 1963 para trabalhar em suas pinturas. MacLeod foi quem continuou com a tira.
Gaylord DuBois, um prolifico escritor de quadrinhos, associou-se a Slesinger para escrever Red Ryder e Little Beaver em 1938 e voltou no início dos anos de 1940.

## Rádio

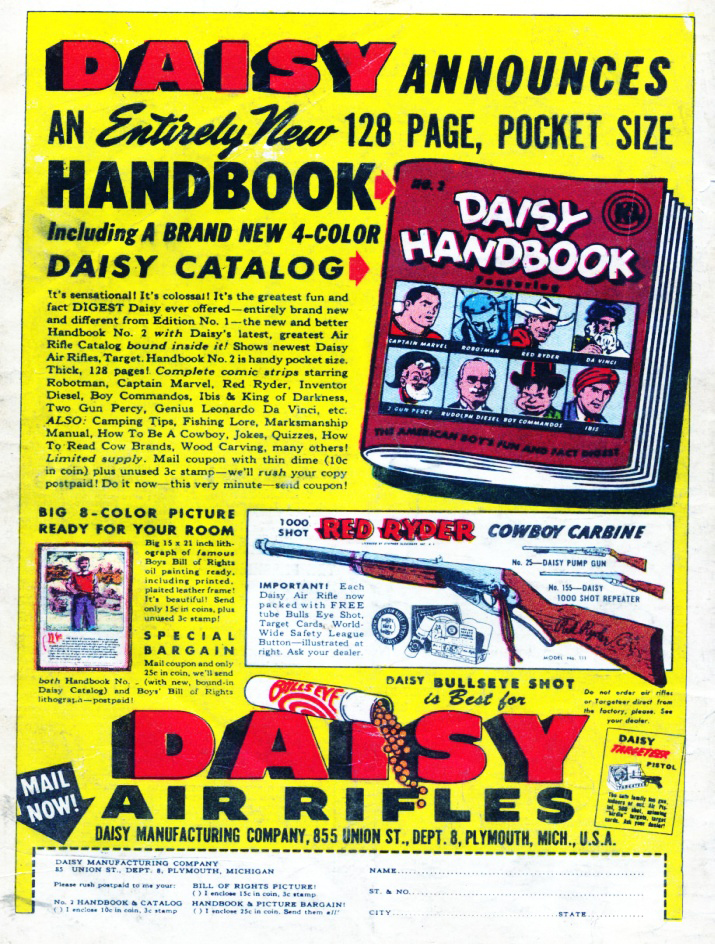
Red Ryder, Capitão Marvel e outros heróis em anúncio da Daisy, America's Best Comics #26, 1948, Nedor

O seriado de rádio Red Ryder começou em 3 de fevereiro de 1942 na estação Blue Network. Era transmitido três vezes por semana no horário do Pacífico às 19:30. Quando a Blue também adquiriu The Lone Ranger da Mutual Broadcasting System, esta decidiu competir no horário transmitindo Red Ryder. Na costa leste, Red Ryder foi ao ar de 20 de maio a 9 de setembro na Mutual. A série ganhou na audiência de The Lone Ranger, mas por pouco tempo.
Mutual e Langendorf (que transmitia o programa para o interior) continuaram a série na costa Oeste até os anos de 1940, transmitida as 19:30 às terças, quintas e sábados. Os locutores do programa eram Ben Alexander e Art Gilmore [en], dentre outros.
Reed Hadley interpretou Red Ryder no rádio, de 1942 a 1944, seguido por Carlton KaDell (1945) e Brooke Temple (1946-51). Arthur Q. Bryan fazia o papel de Roland "Rawhie" Rolinson e o colega de Red, Buckskin, Horace Murphy. Jim Mather fazia as vozes dos índios.
Vários atores interpretaram Filhote de Castor: Um dos mais lembrados foi Robert Blake (creditado como Bobby Blake). Outros foram Tommy Cook (1942), Franklin Bresee (1942-46, alternando com Cook), Henry Blair (1944-47), Johnny McGovern (1947-50) e Sammy Ogg (1950-51). Em meados da década de 1940, Henry Blair também interpretou Ricky Nelson em The Adventures of Ozzie and Harriet.
Red Ryder não matava seus inimigos, tentando sempre desarmá-los. Os efeitos sonoros eram de  James Dick, Monty Fraser e Bob Turnbull.

## Filmes e televisão
Red Ryder apareceu em mais de 35 filmes e seriados. Começou em 1940 com "The Adventures of Red Ryder", com o ator Don 'Red' Barry, que adotou a alcunha de "Red" e Tommy Cook como o parceiro  Filhote de Castor. Depois, "Wild Bill" Elliott e Allan (Rocky) Lane foram Red Ryder em diversos filmes, ambos tendo como Robert Blake como intérprete do Filhote de Castor. Os últimos quatro filmes de Red Ryder foram estrelados por Jim Bannon [en] (Red Ryder) e Don Kay ("Little Brown Jug"). Reynolds foi Filhote de Castor e esses quatro filmes foram em cores. A série de TV foi iniciada em 1956, com Jim Bannon. Só foi ao ar por uma temporada.
- Adventures of Red Ryder (Republic Pictures, 1940).
- Tucson Raiders (Republic, 1944)
- Marshal Of Reno (Republic, 1944)
- The San Antonio Kid (Republic, 1944)
- Cheyenne Wildcat (Republic, 1944)
- Vigilantes Of Dodge City (Republic, 1944)
- Sheriff Of Las Vegas (Republic, 1944)
- Great Stagecoach Robbery (Republic, 1945)
- Lone Texas Ranger (Republic, 1945)
- Phantom Of The Plains (Republic, 1945)
- Marshal Of Laredo (Republic, 1945)
- Colorado Pioneers (Republic, 1945)
- Wagon Wheels Westward (Republic, 1945)
- California Gold Rush (Republic, 1946)
- Sheriff Of Redwood Valley (Republic, 1946)
- Sun Valley Cyclone (Republic, 1946)
- Conquest Of Cheyenne (Republic, 1946)
- Santa Fe Uprising (Republic, 1946)
- Stagecoach To Denver (Republic, 1946)
- Vigilantes Of Boomtown (Republic, 1947)
- Homesteaders Of Paradise Valley (Republic, 1947)
- Oregon Trail Scouts (Republic, 1947)
- Rustlers Of Devil's Canyon (Republic, 1947)
- Marshal Of Cripple Creek (Republic, 1947)
- Ride, Ryder, Ride (Eagle-Lion, 1949)
- Roll, Thunder, Roll (Eagle-Lion, 1949)
- The Fighting Redhead (Eagle-Lion, 1950)
- The Cowboy and the Prizefighter (Eagle-Lion, 1950)

## Revistas em Quadrinhos
A primeira revista em quadrinhos do Red Ryder foi publicada pela Hawley Publications, Inc de Slesinger. A Dell Comics lançou Red Ryder em agosto de 1941, que durou 151 números, terminado em 1957. O título da revista mudou para Red Ryder Ranch Magazine com o #145 e depois para Red Ryder Ranch Comics no número #149. Algumas edições da revista Four Color foram dedicadas a Little Beaver.

## Transmissões de áudio (em inglês)
- Listen at OTR.Network Library
- Dennis Humphrey's Radio Memories: The Adventures of Red Ryder (March, 1942)[ligação inativa]

- Referências

1. ↑  Marcus Ramone (18 de setembro de 2015). «Os implacáveis quadrinhos de faroeste». Universo HQ
2. ↑  Moira Davison Reynolds. Comic Strip Artists in American Newspapers, 1945-1980. [S.l.]: McFarland, 2003. 91 e 92 p. 9780786481507
3. ↑  Sampaio, Luiz Antônio. «Red Ryder». Jornal do Cinema. Consultado em 5 de agosto de 2025. Cópia arquivada em 25 de setembro de 2015
4. ↑  Alex G. Malloy, Stuart W. Wells. Standard Guide to Golden Age Comics. [S.l.]: Krause Publications, 2006. ISBN 9780896891814

## Ligações Externas
- Fred Harman Western Art Museum